# Бобков, Фёдор Николаевич
Фёдор Николаевич Бобков (10 ноября 1897, Суздальский уезд, Владимирская губерния — 11 августа 1967, Москва) — советский военачальник, генерал-лейтенант (1949), участник Первой мировой, Гражданской и Великой Отечественной войн.

## Биография
Фёдор Николаевич Бобков родился 10 ноября 1897 года в селе Михайлова Сторона (ныне — микрорайон Михали в Суздале, Владимирская область). В 1915 году был мобилизован на службу в Российскую императорскую армию. Участвовал в Первой мировой войне в составе 81-го Апшеронского пехотного полка, дослужился до звания старшего унтер-офицера. В 1918 году был призван на службу в Рабоче-Крестьянскую Красную Армию. Участвовал в Гражданской войне, установлении Советской власти в Средней Азии. В 1919 году окончил пехотные командные курсы во Владимире, в 1922 году — курсы «Выстрел». В феврале 1927 года уволен из рядов Вооружённых Сил СССР.
В 1933 году Бобков повторно был призван на службу. Окончил курсы усовершенствования командного состава по разведке при Разведывательном управлении Штаба Красной Армии, после чего возглавил пограничный разведывательный пункт в Среднеазиатском военном округе. В 1937 году окончил агентурное отделение разведывательных курсов и назначен помощником начальника отделения разведывательного отдела Среднеазиатского военного округа. В марте 1938 года направлен на преподавательскую работу на эти же курсы, был старшим преподавателем, начальником отделения.
В ноябре 1941 года назначен на должность начальника штаба 43-й отдельной курсантской стрелковой бригады, после чего вместе с ней был переброшен в действующую армию. Свой первый бой это соединение приняло под Москвой, на рубеже Маслово-Аксентьево. Сдержав натиск противника, она перешла в контрнаступление, за 15 дней пройдя около 60 километров, освободив более 60 населённых пунктов. В эти дни штаб Бобкова сумел организовать управление подчинёнными частями, обеспечить бесперебойное управление боевыми действиями. В январе 1942 года назначен начальником штаба 32-й стрелковой дивизии. Обеспечил планирование и управление боевыми действиями в ходе прорыва оборонительных рубежей противника к востоку от Можайска, в результате чего было освобождено более 200 населённых пунктов. В феврале 1942 года два раза был контужен.
В мае 1942 года Бобков был назначен заместителем начальника оперативного отдела штаба 16-й армии, позднее был начальником этого отдела, а с марта 1943 года — начальником штаба армии. В июне 1943 года возглавил штаб 11-й гвардейской армии. В боях сумел правильно организовать взаимодействие всех родов войск, что позволило прорвать мощную немецкую оборону и развить наступление на большую глубину. Много раз выезжал в боевые части, доводя до исполнителей оперативные приказы и контролируя их выполнение. Умело действовал в период Курской битвы, освобождения Белорусской ССР и Прибалтики, боях за Кёнигсберг. Возглавлял оперативное управление Штаба 1-го Прибалтийского фронта, последние месяцы войны был начальником оперативного управления Земландской группы войск.
После окончания войны продолжал службу в Советской Армии. Возглавлял оперативное управление штаба Киевского военного округа, затем оперативное управление Штаба Министерства обороны СССР. В апреле 1960 года вышел в отставку. Умер 11 августа 1967 года, похоронен на Армянском кладбище в Москве.

## Награды
- Орден Ленина (20 июня 1949 года);
- 4 ордена Красного Знамени (21 июля 1942 года, 27 августа 1943 года, 3 ноября 1944 года, 3 ноября 1953 года);
- 2 ордена Суворова 2-й степени (19 апреля 1945 года, 29 июня 1945 года);
- Орден Отечественной войны 1-й степени (23 мая 1943 года);
- Медаль «За взятие Кёнигсберга» и другие медали.